# Bata (Guiné Equatorial)
Bata é uma cidade portuária da Guiné Equatorial, sendo a capital da Província Litoral e segunda maior cidade do país. Com uma população de 66.800 habitantes (estimativa 2003), é de trinta por cento menor do que o capital do país, Malabo.
Encontra-se na costa do Oceano Atlântico, do Rio Muni. Bata era antigamente a capital da Guiné Equatorial e é um centro de transportes e de portos, de onde partem os ferrys para Malabo e Douala. É também conhecida por sua vida noturna e de mercado.

## História
O surgimento do assentamento que originou a vila de Bata ocorreu no século XVII, logo após a chegada à costa da última grande migração de edoués, que tornaram aquela localidade, em virtude das muitas águas, uma área venerável e sagrada durante os ritos de purificação, responsáveis por preservar e transmitir as grandes e mais secretas revelações do povo.
Em 1900, os franceses se estabeleceram em Bata e fundaram um entreposto comercial na cidade, utilizando-o para negociar madeira, couro, ébano e marfim com os povos do litoral e do interior. No ano seguinte, o Tratado de Paris cede a região aos espanhóis.
Em 1907 Bata era um pequeno posto militar e não tinha mais de 237 habitantes, entre os quais 37 brancos (21 espanhóis, 9 franceses e 3 britânicos). Várias sociedades mercantis instalariam suas fábricas ao longo do seu porto natural.
Após os motins anti-espanhóis de 1969, a população europeia decaiu em Bata, e uma severa estagnação económica afectou a cidade nas seguintes décadas de 1970 e 1980. O recente boom petrolífero do país no final dos anos 80 fez disparar o crescimento económico da cidade.

## Geografia

### Demografia e religião
A principal prática religiosa local é cristã, sendo que o maior número de fiéis e de congregações é da Igreja Católica Romana (sob jurisdição da  Diocese de Bata), acompanhada da Igreja Universal do Reino de Deus e da Igreja Assembleia de Deus Missão. Há também mesquitas muçulmanas. 

## Infraestrutura

### Transportes
A principal infraestrutura de transportes da cidade é o porto de Bata, uma vital infraestrutura logística para toda a área continental do país.
Outra infraestrutura vital é o aeroporto de Bata.

### Educação
A cidade de Bata sedia o campus principal do Colégio Nacional Enrique Nvó Okenve, além de possuir um campus da Universidade Nacional da Guiné Equatorial.